# 路易斯·米歇尔
路易斯·埃内斯托·米歇尔（西班牙語：Luis Ernesto Michel，1979年7月21日—），墨西哥男子足球运动员，司职守门员。他曾代表墨西哥国家队参加2010年国际足联世界杯，结果队伍止步十六强赛。